# Boule de fort

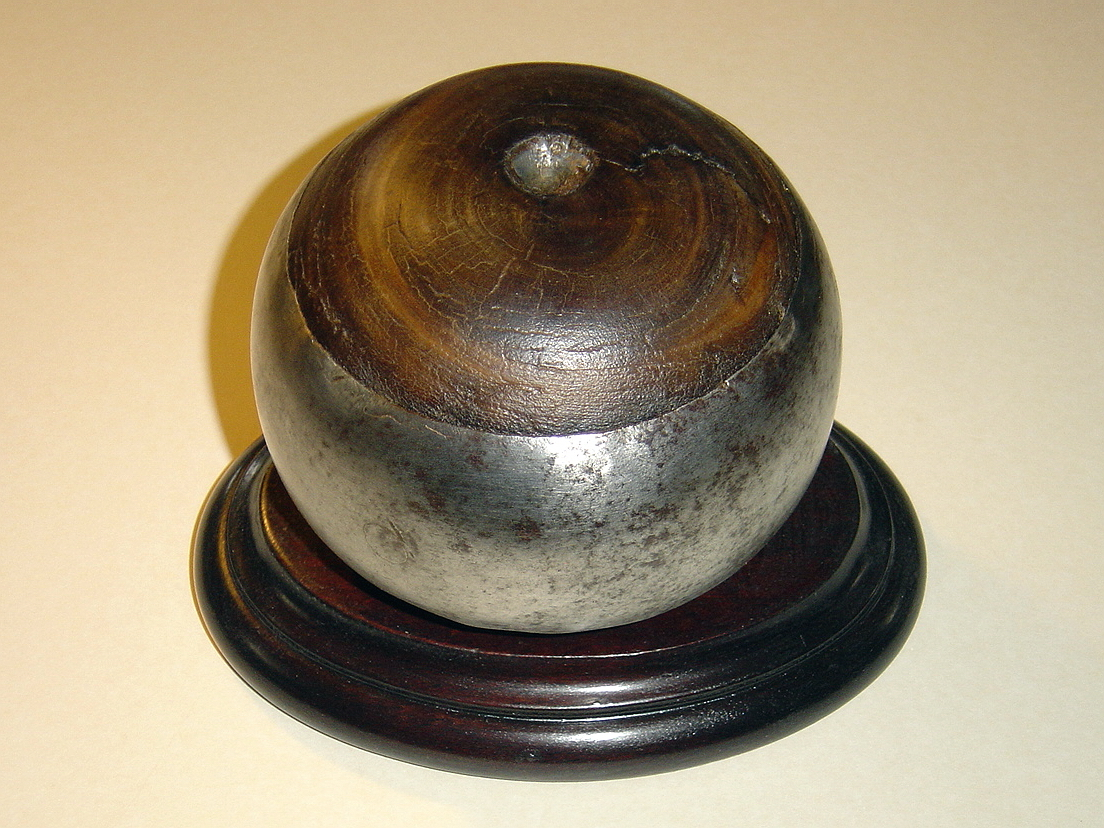
Ancienne boule de fort posée sur un socle.

La boule de fort est un jeu de boule traditionnel en Val de Loire et aux frontières de cette région. La boule utilisée a son centre de gravité légèrement décalé (côté fort) par rapport à la bande de roulement (cercle de métal), ce qui a pour conséquence qu'elle ne suit jamais une trajectoire rectiligne, tandis que le terrain aux bords relevés, extrêmement « roulant », la fait en outre lentement zigzaguer. 
La boule de fort est classée comme jeu traditionnel des Pays de la Loire dans l'Inventaire du patrimoine culturel immatériel français par le ministère de la Culture.

## Historique

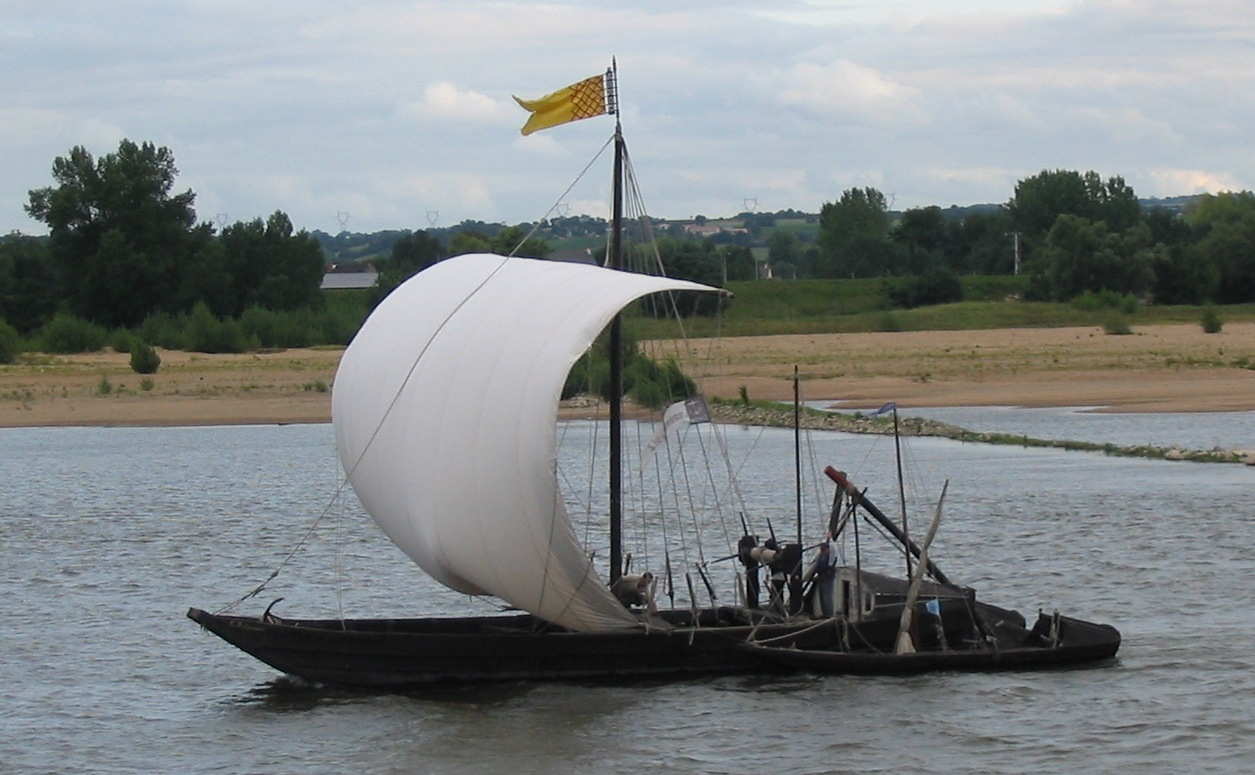
Futreau naviguant sur la Loire.

L'origine de ce sport est mal connue. Selon la version la plus répandue, des mariniers de la Loire auraient pris l'habitude de jouer au fond de leurs embarcations. Cette théorie est jugée peu crédible du fait que les gabares, les grands bateaux de la Loire, sont beaucoup plus courts que le jeu et sont parcourus de membrures, avec un mât planté au milieu du navire. Une autre croyance fait remonter le jeu à Louis XV (ou au Premier Empire, selon les versions), des prisonniers espagnols auraient eu alors l'idée de jouer avec des boulets au cours de la construction de la levée de la Loire (en réalité celle-ci a été construite par Henri II Plantagenêt à partir de 1170). Cette croyance est reprise en parlant de prisonniers de Jeanne de Laval.
La plus ancienne référence connue d'un jeu de boule date de 1660 avec la mention dans la région angevine d'un jeu de paume possédant des jardins « dans l’un desquels jardins est un jeu de boule couvert d’ardoise, et un petit logement basty sous comble ». Antoine Furetiere, dans un texte datant de 1691 cité par Émile Joulain, fait référence à plusieurs reprises à la boule de fort, expliquant notamment que « le fort de la boule est l’endroit où le bois est le plus serré et, par conséquent, le plus lourd. »
La passion de la boule est ancienne en Anjou. Au XVIIIe siècle et au XIXe siècle, les « sociétés » où l'on joue à la boule de fort sont très répandues. Également de façon marginale en Indre-et-Loire, dans sa partie ouest autrefois angevine.
Ce jeu était essentiellement pratiqué par des hommes. La femme n'étant présente que par des représentations, le plus souvent suggestives. À Saumur, en 1871, « les mères, épouses, filles, brus, sœur, et belle sœur seront admises a la promenades dans l'allée du grand jardin, et à se placer autour du jeu de boule, mais elles ne seront admises à aucun jeu (…). En aucun cas il ne devra être question de nos dames ». Si, depuis les années 1970, certaines sociétés de jeu de boule de fort acceptent dorénavant les femmes (il existe même des challenges mixtes), celles-ci sont encore peu présentes dans cet univers masculin.

## Aire géographique

Aire géographique de la boule de fort, correspondant à l'ancienne province d'Anjou.

La boule de fort est un jeu très localisé, qui se pratique essentiellement dans l'Anjou et l'ouest de l'Indre-et-Loire. Ses 384 sociétés, fortes de 25 000 sociétaires[réf. nécessaire] appelées sociétés ou cercles, se répartissent ainsi dans les départements du Maine-et-Loire (312 sociétés en 2004), l'ouest de l'Indre-et-Loire (36 sociétés et 3 000 sociétaires), le sud de la Sarthe, ainsi que dans la Mayenne angevine et quelques villages à l'est de la Loire-Atlantique, sans oublier Saint-Nazaire et  dans le Loir-et-Cher à Blois.
Boulingrin (jeu) : Un jeu semblable, le boulingrin ou Lawn Bowl, est pratiqué régulièrement, en Angleterre dans la région de Basingstoke au sein de sociétés organisées comptant plusieurs dizaines d'adhérents, sur terrain sol plat engazonné en été, et sur terrain couvert sol plat imitation gazon en hiver.[réf. nécessaire]

## Descriptif

### Règles du jeu
La boule de fort est un jeu qui consiste à lancer des boules pour s'approcher le plus possible d'un cochonnet appelé maître ou petit (d'une taille comprise entre 80 et 90 mm) afin de marquer des points. La difficulté provient du fait qu'un côté de la boule est plus lourd (plus « fort ») qui les entraîne dans sa direction, et que les bords de la piste ressemblent à une section de gouttière (cf. matériel). Les boules peuvent mettre plus d'une minute pour atteindre leur destination d'où des parties très longues, jusqu'à trois heures.
Une partie se joue généralement entre équipes de 2 ou 3 joueurs disposant de 2 boules chacun. Quelquefois les parties se jouent à 1 contre 1 avec 3 boules par joueur et même parfois à 4 contre 4 avec 1 boule chacun. L’équipe gagnante est celle qui a marqué 10 points la première. Dans une compétition, la finale se joue en 12 points.

### Matériel
Les particularités de ce sport de boules sont principalement :
- une boule d'un peu moins de 13 centimètres de diamètre, méplate, en bois dur (buis, cormier ou frêne) ou en plastique, cerclée d'acier, dont le centre de gravité est légèrement décalé de par la forme de la boule et réglable grâce à une vis coulissante vers le « côté faible » ou le « côté fort » (d'où le nom du jeu) ;
- un terrain en forme de gouttière particulièrement grand : de 18 à 24 m de long sur 5 à 6 mètres de large, dont les bords longitudinaux sont relevés de trente à quarante centimètres ;
- des chaussons de feutre, dont le port est obligatoire, pour protéger la piste en résine (le sol était jadis en terre battue).

## Culture

### Fillettes et vin d'Anjou
Les frais d'entretien des cercles et sociétés de jeux de boule de fort étaient autrefois couverts par les recettes obtenues à la buvette des salles de jeux de boules. La consommation de vin est de tradition, même si aujourd'hui certains préfèrent boire jus de fruits et limonades. Le vin, bon marché, est choisi au sein de la commission cave sociétés. Il était mis en petite bouteille, appelée « fillette ». Désormais les contenants standards sont utilisés, et la notion de fillette désigne désormais une demi-bouteille. Même si les hommes boivent moins (chopinent moins) qu'avant, il est toujours de tradition de « baiser des fillettes de vin d'Anjou». Selon que les rencontres soient des challenges ou amicales, les vainqueurs payent la tournée aux perdants.

### La chanson de la boule de fort
Il a existé une Chanson du jeu de boules de fort, comportant 17 couplets, qui se chantait sur l'air de la chanson « Le roi d’Yvetot »,. 
Couplet 1 

Muse, aujourd'hui fais un effort,

Il faut chanter la boule,

La seule, la boule de fort

Qui, sinueuse, roule;

Soutiens mon souffle un peu trop court,

Et du Parnasse à mon secours,

Accours.

Refrain 

Oh ! oh ! oh ! oh ! Ah ! ah ! ah ! ah !

Le roi des jeux c'est celui-là :

Voilà!

## Dans la littérature
René Bazin, de l'Académie française, fait cette description du jeu en 1923 : 
« Dans toute la vallée [de la Loire], la boule franche, la simple boule de bois plein est dédaignée. On ne se sert que de la boule de fort, cerclée de fer, chargée de fer sur un de ses méplats, une boule de calculateurs, faite pour décrire des courbes et qu'on lance sur un terrain concave, sablé, roulé, de pentes égales aux deux bords, pareil à un plumier de marbre. Vous n'apprécierez jamais, à moins d'en avoir fait une étude, ni les beaux coups, ni les attitudes, ni les artistes qu'on peut contempler là. »

## Au cinéma
Dans le film Les Petits Ruisseaux de Pascal Rabaté, le groupe d'amis joue à la boule de fort après l'enterrement d'Edmond.